# دوين روبنسون
دوين روبنسون (بالإنجليزية: Duane Robinson)‏ (20 سبتمبر 1968 بترنتون في الولايات المتحدة - ) هو مدرب كرة قدم ولاعب كرة قدم أمريكي في مركز الهجوم. شارك مع منتخب الولايات المتحدة تحت 20 سنة لكرة القدم. أما مع النوادي، فقد لعب مع North Jersey Imperials ‏ وNew Jersey Stallions ‏ وPenn-Jersey Spirit ‏.